# كاني سبي (سقز)
قرية كاني سبي (بالكردية: کانی سپی) هي إحدى القرى التابعة لـكولتبه في ريف قسم زيويه من مقاطعة سقز، في محافظة كردستان الإيرانية.

## السكان
حسب إحصاءات سنة 2006، بلغ إجمالي السكان في كاني سبي 166 نسمة وعدد المساكن 37 مسكن. لغة سكان كاني سبي هي اللغة الكردية و هم من أهل السنة والجماعة والمذهب الشافعي.